# セノマニアン
| 累代        | 代     | 紀       | 世           | 期                     | 基底年代 Mya |
| ----------- | ------ | -------- | ------------ | ---------------------- | ------------ |
| 顕生代      | 新生代 | 新生代   | 新生代       |                        | 66           |
| 顕生代      | 中生代 | 白亜紀   | 後期白亜紀   | マーストリヒチアン     | 72.1         |
| 顕生代      | 中生代 | 白亜紀   | 後期白亜紀   | カンパニアン           | 83.6         |
| 顕生代      | 中生代 | 白亜紀   | 後期白亜紀   | サントニアン           | 86.3         |
| 顕生代      | 中生代 | 白亜紀   | 後期白亜紀   | コニアシアン           | 89.8         |
| 顕生代      | 中生代 | 白亜紀   | 後期白亜紀   | チューロニアン         | 93.9         |
| 顕生代      | 中生代 | 白亜紀   | 後期白亜紀   | セノマニアン           | 100.5        |
| 顕生代      | 中生代 | 白亜紀   | 前期白亜紀   | アルビアン             | 113          |
| 顕生代      | 中生代 | 白亜紀   | 前期白亜紀   | アプチアン             | 125          |
| 顕生代      | 中生代 | 白亜紀   | 前期白亜紀   | バレミアン             | 129.4        |
| 顕生代      | 中生代 | 白亜紀   | 前期白亜紀   | オーテリビアン         | 132.9        |
| 顕生代      | 中生代 | 白亜紀   | 前期白亜紀   | バランギニアン         | 139.8        |
| 顕生代      | 中生代 | 白亜紀   | 前期白亜紀   | ベリアシアン           | 145          |
| 顕生代      | 中生代 | ジュラ紀 | 後期ジュラ紀 | チトニアン             | 152.1        |
| 顕生代      | 中生代 | ジュラ紀 | 後期ジュラ紀 | キンメリッジアン       | 157.3        |
| 顕生代      | 中生代 | ジュラ紀 | 後期ジュラ紀 | オックスフォーディアン | 163.5        |
| 顕生代      | 中生代 | ジュラ紀 | 中期ジュラ紀 | カロビアン             | 166.1        |
| 顕生代      | 中生代 | ジュラ紀 | 中期ジュラ紀 | バトニアン             | 168.3        |
| 顕生代      | 中生代 | ジュラ紀 | 中期ジュラ紀 | バッジョシアン         | 170.3        |
| 顕生代      | 中生代 | ジュラ紀 | 中期ジュラ紀 | アーレニアン           | 174.1        |
| 顕生代      | 中生代 | ジュラ紀 | 前期ジュラ紀 | トアルシアン           | 182.7        |
| 顕生代      | 中生代 | ジュラ紀 | 前期ジュラ紀 | プリンスバッキアン     | 190.8        |
| 顕生代      | 中生代 | ジュラ紀 | 前期ジュラ紀 | シネムーリアン         | 199.3        |
| 顕生代      | 中生代 | ジュラ紀 | 前期ジュラ紀 | ヘッタンギアン         | 201.3        |
| 顕生代      | 中生代 | 三畳紀   | 後期三畳紀   | レーティアン           | 208.5        |
| 顕生代      | 中生代 | 三畳紀   | 後期三畳紀   | ノーリアン             | 227          |
| 顕生代      | 中生代 | 三畳紀   | 後期三畳紀   | カーニアン             | 237          |
| 顕生代      | 中生代 | 三畳紀   | 中期三畳紀   | ラディニアン           | 242          |
| 顕生代      | 中生代 | 三畳紀   | 中期三畳紀   | アニシアン             | 247.2        |
| 顕生代      | 中生代 | 三畳紀   | 前期三畳紀   | オレネキアン           | 251.2        |
| 顕生代      | 中生代 | 三畳紀   | 前期三畳紀   | インドゥアン           | 251.902      |
| 顕生代      | 古生代 | 古生代   | 古生代       |                        | 541          |
| 原生代      | 原生代 | 原生代   | 原生代       |                        | 2500         |
| 太古代      | 太古代 | 太古代   | 太古代       |                        | 4000         |
| 冥王代      | 冥王代 | 冥王代   | 冥王代       |                        | 4600         |
| 1. 2. 3. 4. |        |          |              |                        |              |

セノマニアン（英語: Cenomanian）は、1億50万年前から9390万年前にあたる後期白亜紀の地質時代名の一つ。
なお、「セノマン階」「セノマニアン階」という名称があるが、これらは時代を示すものではない。「階」は地層に対して当てられる単位（層序名）であり、層序名「セノマン階」「セノマニアン階」と時代名「セノマン期」「セノマニアン期」は対を成す関係である。詳しくは「累代」を参照のこと。

## 層序学的定義
セノマニアン階の基底、すなわち上部白亜系の基底は、層序記録に有孔虫の種 Rotalipora globotruncanoides が出現する地点で定義される。国際標準模式層断面及び地点に指定された公式なセノマニアンの基底はフランスのアルプス山脈のロザン村の近くに位置する、Mont Risou の西の露頭（オート＝アルプ県、北緯44度23分33秒、東経5度30分43秒）である。基底は Marnes Bleues 累層の最上部の36メートル下に位置する。
セノマニアン/チューロニアン境界はアメリカ合衆国コロラド州プエプロセクションに位置する。

## 環境
炭素・酸素同位体比の研究から、前期セノマニアンには海水準低下と地球規模の気温低下が起きていることが示された。後期白亜紀は全体として気温が低下する傾向にあり、時節火山活動で放出された二酸化炭素による温室効果で気温が攪乱されていた。セノマニアンの終わりまではδ13C値が正に変化していた。

### 海洋無酸素事変
セノマニアンの時期にはストロンチウムの同位体比から海底火山の活動が活発であったことが示されており、熱水噴出も盛んであった。セノマニアン末期に水深約500 - 1000メートルの水温が15℃から20℃へ上昇すると、水中密度勾配が消失、栄養塩類の垂直運搬が促進された。ブラジル北東部とモロッコ北西部の間の海底に位置した高知が大西洋の拡大により消失したこともあり、大西洋とテチス海の間で栄養塩類が供給されて生物生産に拍車がかかった。生物生産が盛んであった透光帯の基底からは光合成緑色硫黄細菌の分子化石が発見されており、嫌気性を示すことが判明した。
セノマニアン/チューロニアン境界では、大西洋とテチス海西部を中心に、OAE 2と呼ばれる海洋無酸素事変が世界規模で発生した。この原因は海面上昇による酸素極小帯の拡大であるとされる。海洋生物は科レベルで8%、属レベルで26%、種レベルで33 - 55%の絶滅を遂げた。北大西洋とテチス海では種レベルで浮遊性有孔虫が20%、放散虫が58%絶滅した。西部内陸海路ではアンモナイトが74%、イノセラムス類が92%絶滅し、日本近海でのアンモナイトの絶滅率は50%であった。
北米では底生有孔虫、浮遊性有孔虫、貝形虫、渦鞭毛藻、石灰質ナノ化石の順に絶滅が起こっており、無酸素水塊が海水の底層から表層へ拡大して段階的な絶滅を起こしたことが示されている。西部内陸海路などでは非常に降水量が多かったため、表層海水の塩類濃度が低下し、濃度差により中層以深の循環が停滞し、無酸素環境の形成に寄与したと考えられている。
日本では、境界の90 - 50万年前に海洋無脊椎動物の絶滅が始まった。貧酸素水塊はセノマニアン末期の約20 - 50万年前に水深300 - 600メートルまで拡大し、そこに生息した底生生物に影響を及ぼしたことが示唆されている。ただし、日本でのセノマニアン/チューロニアン境界でのアンモナイトの絶滅率はアメリカ合衆国のものと比較して高くなく、海洋無酸素事変に特徴的な有機物の農集した黒色頁岩も観察されていない。このことから、セノマニアン/チューロニアン境界付近で世界的な海面上昇が起こり、酸素極小帯が上下に拡大したものの、完全な無酸素環境は形成されなかったと考えられている。
北海道のアンモナイトはセノマニアン/チューロニアン境界後20 - 50万年後に回復を示した。セノマニアンでの絶滅事件以降空白となった生態的地位を新種の海洋無脊椎動物が埋め、これがチューロニアンの基底を定義することとなる。

## 日本において
北海道北西部添牛内地区の下部セノマニアンではアンモナイトのウタツリセラス属とグレイソニテス属が多産し、ウタツリセラス属の2種（U. vicinale、U. chrysanthemum）とグレイソニテス属の2種（G. wooldridgei、G. adkinsi）により基底が特徴づけられる。また、大夕張地域にセノマニアン階からチューロニアン階の地層が大規模に分布していることが知られている。
熊本県に分布する御所浦層群唐木崎層もアルビアン階にあたる。足跡化石として九州で初めて発見された全長5メートルの獣脚類の足跡、御所浦町で初めて発見された恐竜化石である植物食恐竜の脚の骨、鳥脚類のものと思われる椎体（当時の中学生が発見）が産出している。

## 主な生物

### アンモナイト
日本で産出するアンモナイトを挙げる。
| 上部（後期） - スミトモセラス - ユウキャライコセラス・ペンタゴナム | 中部（中期） - キャライコセラス・オリエンターレ - カニントニセラス・タカハシイ | 下部（前期） - マンテリセラス・ジャポニカム - グレイソニテス・ウールドリッジ - ソウウンナイテス・アラスカエンシス |

### ベレムナイト
- ヒボリテス（英語版）

### 曲竜類
| セノマニアンの曲竜類 | セノマニアンの曲竜類                           | セノマニアンの曲竜類                                 | セノマニアンの曲竜類 | セノマニアンの曲竜類 |
| 分類群               | 生息期間                                       | 生息場所                                             | 説明 | 画像                 |
| -------------------- | ---------------------------------------------- | ---------------------------------------------------- | --- | -------------------- |
| アカントフォリス     | アルビアンないしアプチアンからセノマニアンまで | イングランドケンブリッジシャー上部グリーンサンド層群 | 皮膚にほぼ水平の楕円形の板からなる鎧をもつノドサウルス科の恐竜。首と肩の領域から棘が突出する。推定全長3 - 5.5メートル、推定体重380キログラム。                                    |                      |
| アニマンタルクス     | セノマニアンからチューロニアン                 | アメリカ合衆国ユタ州 Cedar Mountain 累層             | ノドサウルス科の恐竜と考えられているが、科の中での正確な関係は定かでない。 |                      |
| ノドサウルス         |                                                | アメリカ合衆国カンザス州とワイオミング州             | 全長4 - 6メートル、体の上部を覆う真皮の鎧を持つノドサウルス科の恐竜。側面に棘を持っていた可能性がある。四肢は短く、指は五本であった。首は短く、尾は硬く長く、棍棒を持たなかった。 |                      |
| シルヴィサウルス     | 後期アルビアンから前期セノマニアン             | アメリカ合衆国カンザス州ダコタ累層                   | ほぼ完全な頭骨から知られる、ノドサウルス科の属。 |                      |
| ステゴペルタ         | 後期アルビアンから前期セノマニアン             | アメリカ合衆国ワイオミング州フロンティア累層         | ノドサウルス科 |                      |
| ツァガンテギア       |                                                | モンゴル Dzun-Bayan バヤンシレ・スヴィタ累層         | 頭骨化石から知られるアンキロサウルス科の恐竜 |                      |
| ジェジアンゴサウルス |                                                | 中華人民共和国浙江省 Chaochuan 累層                  | アンキロサウルス科 |                      |
| ゾンギュアンサウルス |                                                | 中華人民共和国河南省汝陽県                           | アンキロサウルス科 |                      |

### 鳥脚類
| セノマニアンの鳥脚類   | セノマニアンの鳥脚類          | セノマニアンの鳥脚類                                             | セノマニアンの鳥脚類                                                                                       | セノマニアンの鳥脚類 |
| 分類群                 | 生息期間                      | 生息場所                                                         | 説明 | 画像                 |
| ---------------------- | ----------------------------- | ---------------------------------------------------------------- | --- | -------------------- |
| アナビセティア         |                               | アルゼンチンネウケン Cerro Lisandro 累層                         | 小型の二足歩行の植物食恐竜。全長は約2メートル。                                                            |                      |
| ビハリオサウルス       |                               | ルーマニア Bihor                                                 | カンプトサウルスに似たイグアノドン科の恐竜。                                                               |                      |
| エオランビア           | アルビアン - セノマニアン     | アメリカ合衆国ユタ州                                             | 基盤的ハドロサウルス科                                                                                     |                      |
| フォストリア           |                               | オーストラリア                                                   | イグアノドン科                                                                                             |                      |
| ムッタブラサウルス     | アルビアン - セノマニアン     | オーストラリア                                                   | 立ち上がって体高5メートルに達する大型の鳥脚類。骨格の60%が発見されている。                                 |                      |
| ノトヒプシロフォドン   | セノマニアン - チューロニアン | アルゼンチン Chubut、Bajo Barreal 累層                           | ヒプシロフォドン科あるいは基盤的鳥脚類。二足歩行の植物食性恐竜であるとされるが、大きさは推定されていない。 |                      |
| オリクトドロメウス     |                               | アメリカ合衆国アイダホ州ワヤン累層、モンタナ州ブラックリーフ累層 | ヒプシロフォドン科                                                                                         |                      |
| プロトハドロス         |                               | アメリカ合衆国テキサス州 Flower Mound                            | 原始的なハドロサウルス上科の恐竜。全長は6メートルに達し、数多くのハドロサウルス科恐竜に似た特徴を持つ。    |                      |
| シュアンミャオサウルス | セノマニアン - チューロニアン | 中華人民共和国                                                   | イグアノドン科                                                                                             |                      |
| タレンカウエン         |                               | サンタ・クルス島 Lake Videma、Pari Aike 累層                     | |                      |

### 首長竜
| セノマニアンの首長竜 | セノマニアンの首長竜 | セノマニアンの首長竜                                          | セノマニアンの首長竜 | セノマニアンの首長竜 |
| 分類群               | 生息期間             | 生息場所                                                      | 説明 | 画像                 |
| -------------------- | -------------------- | ------------------------------------------------------------- | --- | -------------------- |
| プレシオプレウロドン |                      | アメリカ合衆国ワイオミング州 Belle Fourche 頁岩               | プレシオサウルス科の首長竜。中庸な長さの癒合に8対の歯が並び、歯の断面は楕円形に近く、基部付近を除いて外側表面が滑らかである。頸肋骨はジュラ紀のプリオサウルス累と違って単頭で、烏口骨には胸筋間に細長い骨の棒がある。 |                      |
| タラッソメドン       |                      | モンタナ州 Belle Fourche 累層とコロラド州 Graneros Shale 累層 | ホロタイプの全長が10.86メートルに達する、最大のエラスモサウルス科首長竜の1つ。 |                      |

### 翼竜
| セノマニアンの翼竜 | セノマニアンの翼竜          | セノマニアンの翼竜                                       | セノマニアンの翼竜       | セノマニアンの翼竜 |
| 分類群             | 生息期間                    | 生息場所                                                 | 説明                     | 画像               |
| ------------------ | --------------------------- | -------------------------------------------------------- | ------------------------ | ------------------ |
| アンハングエラ     |                             | ブラジル                                                 | オルニトケイルス科の翼竜 |                    |
| ロンコドラコ       | アルビアン - チューロニアン | イングランドのチョーク累層とケンブリッジ・グリーンサンド |                          |                    |

### 竜脚類
| セノマニアンの竜脚類     | セノマニアンの竜脚類 | セノマニアンの竜脚類                           | セノマニアンの竜脚類                                 | セノマニアンの竜脚類 |
| 分類群                   | 生息期間             | 生息場所                                       | 説明                                                 | 画像                 |
| ------------------------ | -------------------- | ---------------------------------------------- | ---------------------------------------------------- | -------------------- |
| アンデサウルス           |                      | アルゼンチン Candeleros 累層                   |                                                      |                      |
| アルゼンチノサウルス     |                      | アルゼンチン、ネウケン州 Huincul 累層          |                                                      |                      |
| ディアマンティナサウルス |                      | オーストラリアクイーンズランド州ウィントン累層 |                                                      |                      |
| パラリティタン           |                      | エジプトバハリヤ累層                           |                                                      |                      |
| プエルタサウルス         |                      | アルゼンチン、パタゴニア、Pari Aike 累層       | 当初はマーストリヒチアンに由来すると考えられていた。 |                      |
| キャオワンロン           |                      | 中華人民共和国                                 |                                                      |                      |
| シビロティタン           |                      | ロシア連邦キヤ川                               |                                                      |                      |

### 獣脚類
| セノマニアンの獣脚類               | セノマニアンの獣脚類 | セノマニアンの獣脚類                                                        | セノマニアンの獣脚類 | セノマニアンの獣脚類 |
| 分類群                             | 生息期間             | 生息場所                                                                    | 説明 | 画像                 |
| ---------------------------------- | -------------------- | --------------------------------------------------------------------------- | --- | -------------------- |
| アウストラロヴェナトル             |                      | オーストラリア、クイーンズランド州、ウィントン累層                          | A megaraptoran. |                      |
| バハリアサウルス                   |                      | ニジェールとエジプトのバハリヤ・オアシス                                    | 分類不明の大型獣脚類。デルタドロメウスとのシノニムの可能性あり。 |                      |
| カルカロドントサウルス             |                      | モロッコ、ニジェール、モロッコのケムケム累層、エクハー累層、バハリヤ累層    | 大型のカルカロドントサウルス科恐竜。オリジナルの標本は第二次世界大戦で破壊され、1990年代に新しい化石が発見された。C. saharicus と C. iguidensis の2種が知られており、ルゴプス、スピノサウルス、デルタドロメウス、バハリアサウルスと共存した。 |                      |
| デルタドロメウス                   |                      | モロッコ                                                                    | ケラトサウルス類あるいはネオヴェナトル科のカルノサウルス類。バハリアサウルスとのシノニムである可能性がある。スピノサウルス、ルゴプス、カルカロドントサウルスと共存。                                                                          |                      |
| エニグモサウルス                   |                      | モンゴル                                                                    | |                      |
| エルリコサウルス                   |                      | モンゴル                                                                    | テリジノサウルス科 |                      |
| ギガノトサウルス                   |                      | アルゼンチン、Candeleros 累層                                               | カルカロドントサウルス科。現在知られている中で最大の獣脚類の1つ。 |                      |
| マプサウルス                       |                      | アルゼンチン、Huincul 累層                                                  | カルカロドントサウルス科。1つのボーンベッドから産出した複数の標本から知られる。 |                      |
| ノトロニクス                       |                      | アメリカ合衆国ニューメキシコ州ズニ盆地モレノ・ヒル累層、ユタ州 Tropic Shale | テリジノサウルス科。N. mckinleyi と N. graffmani が知られている。 |                      |
| オキサライア                       |                      | ブラジル                                                                    | スピノサウルス科。ブラジルで発見された中では最大の獣脚類。 |                      |
| オルコラプトル                     |                      | アルゼンチン、パタゴニアの Pari Aike 累層                                   | メガラプトル類。当初はマーストリヒチアンの堆積物から産出したと考えられていた。 |                      |
| ルゴプス                           |                      | ニジェール                                                                  | アベリサウルス科。スピノサウルス、カルカロドントサウルス、デルタドロメウス、バハリアサウルスと共存。 |                      |
| セグノサウルス                     |                      | モンゴル                                                                    | テリジノサウルス科。 |                      |
| シアモサウルス                     |                      | タイ王国                                                                    | |                      |
| シアッツ                           |                      | ユタ州シダーマウンテン累層 Mussentuchit 部層                                | 未成熟個体の化石が知られる、全長11 - 12メートルのネオヴェナトル科の恐竜。北アメリカから産出した最も新しいアロサウルス上科。 |                      |
| シギルマッササウルス               |                      | モロッコ、Tafilalt                                                          | スピノサウルス科。断片化石のみ知られる。 |                      |
| スピノサウルス                     |                      | エジプトのバハリヤ・オアシス、モロッコの Tunisia                            | スピノサウルス科。 |                      |
| ウネンラギア                       |                      | アルゼンチン、Comahue                                                       | ドロマエオサウルス科ウネンラギア亜科。 |                      |
| 未命名のエナンティオルニス類の鳥類 |                      | レバノン、Ouadi al Gabour、Nammoura                                         | |                      |
| ゼノタルソサウルス                 |                      | アルゼンチンチュブ州、Bajo Barreal 累層                                     | アベリサウルス科 |                      |